# 궐련

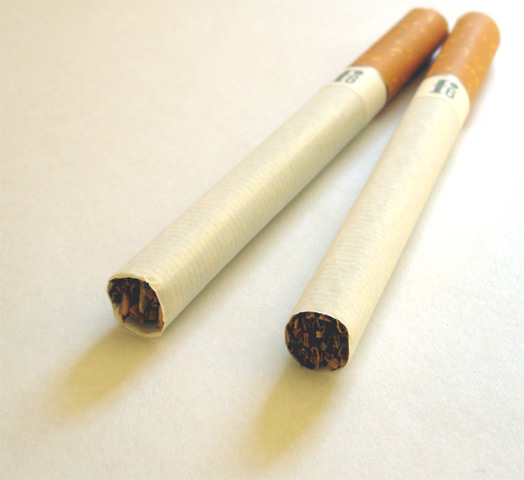
2개비 필터 담배

궐련(卷煙, 문화어: 마라초; 프랑스어: cigarette [sigaʀεt][*])은 담배 잎을 썰어서 종이로 말아 만든 작은 담배이다. 궐련 한쪽 끝에 불을 붙이면 연기가 원통 모양을 타고 올라가 다른 쪽 끝으로 나와 입으로 흡입된다. 궐련 물부리가 사용되기도 하지만 일반적으로 파이프 담배 등과 달리 별도의 도구는 필요로 하지 않으며, 라이터나 성냥 등의 점화 도구만 있으면 피울 수 있도록 가공되어 있기 때문에 널리 보급되어 있다. 한국에서는 일반적으로 담배라 함은 궐련 담배를 지칭한다.

## 구조와 재질
형태는 잘게 썬 담뱃잎을 종이에 싸 원통 모양으로 만 것으로 굵기는 7밀리미터 정도에 길이는 85밀리미터에서 100밀리미터가 일반적이나, 굵기가 5.4밀리미터 정도인 담배나 9밀리미터에 가까운 담배도 있고 길이도 짧은 것은 65밀리미터 정도인 담배도 있다.
궐련을 마는데 쓰는 궐련 용지는 시가렛 페이퍼 혹은 라이스 페이퍼라고 불리는데, 라이스 페이퍼라고 해도 원료는 벼가 아니며, 주 재료는 일반적으로 삼과 펄프이다. 담배가 탈때 나는 악취를 막고 담뱃잎이 타는 속도와 맞추기 위해 시가렛 페이퍼에는 탄산 칼슘이 첨가되어 있고, 또한 국가에 따라서는 암모늄, 인산, 염화 마그네슘, 타르타르산 칼륨, 타르타르산 나트륨 등이 첨가되는 경우도 있다.
담뱃잎에는 향을 좋게 하기 위해 향료가 첨가되는 경우가 많으며 주로 사용되는 향료로는 당류(糖類), 코코아, 감초, 멘톨, 럼, 바닐라 등이 있다.

## 같이 보기
- 엽궐련
- 시가리요
- 전자 담배

### 내용주
1. ↑  궐련 담배의 굵기는 직경이 아닌 원둘레로 표시하는 것이 일반적이다.[1]

### 참조주
1. 1 2 3 4  《たばこの話あれこれ》. 日本専売公社. 1976. 100쪽.
2. 1 2 3 4 5 6  “たばこができるまで”. たばこワールド. 2013년 12월 20일에 원본 문서에서 보존된 문서. 2013년 12월 21일에 확인함.